# Бреаль (кантон)
Бреаль (фр. Bréhal) — кантон во Франции, находится в регионе Нормандия, департамент Манш. Входит в состав округа Авранш.

## История
До 2015 года в состав кантона входили коммуны Анктовиль-сюр-Боск, Бреаль, Бревиль-сюр-Мер, Брикевиль-сюр-Мер, Кудвиль-сюр-Мер, Ла-Мёрдракьер, Ле-Лорёр, Ле-Мениль-Обер, Лонгвиль, Мюнвиль-сюр-Мер, Сен-Совёр-ла-Помре, Серанс, Шантлу и Юдимениль.
В результате реформы 2015 года состав кантона был изменён. В него были включены две коммуны кантона Гранвиль и четырнадцать коммун упраздненного кантона Ла-Э-Пенель.
С 1 января 2016 года состав кантона изменился: коммуна Сент-Пьянс вошла в состав новой коммуны Ле-Парк, коммуна Ла-Рошель-Норманд вместе с коммунами Анже, Монвирон, Сартийи и Шампсе кантона Авранш образовали новую коммуну Сартийи-Бе-Бокаж, коммуны Ле-Шамбр и Шампсервон образовали новую коммуну Ле-Гриппон.

## Состав кантона с 1 января 2016 года
В состав кантона входят коммуны (население по данным Национального института статистики за 2018 г.):
- Анктовиль-сюр-Боск (446 чел.)
- Бошам (414 чел.)
- Бреаль (3 438 чел.)
- Бревиль-сюр-Мер (774 чел.)
- Брикевиль-сюр-Мер (1 221 чел.)
- Кудвиль-сюр-Мер (858 чел.)
- Ла-Люсерн-д'Утремер (776 чел.)
- Ла-Мёрдракьер (179 чел.)
- Ла-Муш (241 чел.)
- Ле-Гриппон (377 чел.)
- Ле-Лорёр (277 чел.)
- Ле-Люо (282 чел.)
- Ле-Мениль-Обер (192 чел.)
- Ле-Э-Пенель (1 294 чел.)
- Лонгвиль (596 чел.)
- Мюнвиль-сюр-Мер (481 чел.)
- Окиньи (183 чел.)
- Сен-Жан-де-Шам (1 430 чел.)
- Сен-Планше (1 374 чел.)
- Сен-Совёр-ла-Помре (393 чел.)
- Сент-Обен-де-Прео (444 чел.)
- Серанс (1 792 чел.)
- Сюблиньи (400 чел.)
- Фоллиньи (1 093 чел.)
- Шантлу (358 чел.)
- Экийи (195 чел.)
- Юдимениль (905 чел.)

## Политика
На президентских выборах 2022 г. жители кантона отдали в 1-м туре Эмманюэлю Макрону 33,2 % голосов против 24,4 % у Марин Ле Пен и 15,6 % у Жана-Люка Меланшона; во 2-м туре в кантоне победил Макрон, получивший 59,7 % голосов. (2017 год. 1 тур: Эмманюэль Макрон – 24,1 %, Франсуа Фийон – 22,9 %, Марин Ле Пен – 20,3 %, Жан-Люк Меланшон – 16,3 %; 2 тур: Макрон – 66,7 %. 2012 год. 1 тур: Николя Саркози — 29,8 %, Франсуа Олланд — 24,2 %, Марин Ле Пен — 17,4 %; 2 тур: Саркози — 52,9 %).
С 2021 года кантон в Совете департамента Манш представляют член совета коммуны Бреаль Валери Купель-Бофиль (Valérie Coupel-Beaufils) (Разные правые) и мэр коммуны Ле-Э-Пенель Ален Наварре (Alain Navarret) (Разные центристы).
|                | Кандидаты                         | Партия                   | Первый тур | Первый тур     | Второй тур | Второй тур |
| Кол-во голосов | Кандидаты                         | Партия                   | % голосов  | Кол-во голосов | % голосов  |            |
| -------------- | --------------------------------- | ------------------------ | ---------- | -------------- | ---------- | ---------- |
|                | Валери Купель-Бофиль Ален Наварре | Разные центристы         | 1 804      | 32,26          | 2 616      | 50,31      |
|                | Стефан Стиль Фабьян Шома Дрюжон   | Разные центристы         | 1 730      | 30,94          | 2 584      | 49,69      |
|                | Жона Масьё Флоранс Филюзо         | Европа Экология Зелёные  | 1 113      | 19,90          |            |            |
|                | Аурор Пьеррон Марсель Шаль        | Национальное объединение | 945        | 16,90          |            |            |

|                | Кандидаты                         | Партия                    | Первый тур | Первый тур     | Второй тур | Второй тур |
| Кол-во голосов | Кандидаты                         | Партия                    | % голосов  | Кол-во голосов | % голосов  |            |
| -------------- | --------------------------------- | ------------------------- | ---------- | -------------- | ---------- | ---------- |
|                | Патрисия Леконт Ален Наварре      | Разные правые             | 2 197      | 28,18          | 3 695      | 54,58      |
|                | Жак Аллен Клер Руссо              | Союз за народное движение | 2 140      | 27,45          | 3 075      | 45,42      |
|                | Бетти Лирон Жан-Пьер Массон       | Национальный фронт        | 1 742      | 22,34          |            |            |
|                | Кристель Гаши Жан Легелинель      | Европа Экология Зелёные   | 1 155      | 14,81          |            |            |
|                | Адриен Гибер Франсуаза Подёр-Реон | Левый фронт               | 563        | 7,22           |            |            |